# Bundesverband für körper- und mehrfachbehinderte Menschen
Der Bundesverband für körper- und mehrfachbehinderte Menschen e.V. (bvkm) ist ein gemeinnütziger Verein mit Sitz in Düsseldorf. Er wurde 1959 von regionalen Zusammenschlüssen von Eltern mit körper- und mehrfachbehinderten Kindern gegründet. Er versteht sich als Selbsthilfeverband, Eltern-, Fach- und Dachverband für Menschen mit insbesondere körperlicher und mehrfacher Behinderung und ihren Familien. Vorsitzende des Vorstands ist Helga Kiel.

## Tätigkeit
Im Mittelpunkt der Arbeit des Bundesverbandes und seiner Mitgliedsorganisationen stehen Menschen mit Körper- und Mehrfachbehinderung und deren Angehörigen. Zu ihnen gehören Menschen mit schwerer und mehrfacher Behinderung, die ständig auf Begleitung, Pflege und Zuwendung angewiesen sind, sowie Menschen mit Behinderung, deren Leben sich kaum von dem nichtbehinderter Menschen unterscheidet. Menschen mit cerebralen Bewegungsstörungen bilden die größte Gruppe.

## Geschichte
Ende der 1950er Jahre schlossen sich Eltern behinderter Kinder zu regionalen Selbsthilfeorganisationen zusammen. Die wenigen örtlichen Initiativen gründeten 1959 den Bundesverband. In über 280 regionalen Mitgliedsorganisationen sind rund 28.000 Familien organisiert (Stand 2015).

## Ziele
Ziel des Bundesverbandes ist es, die Lebensbedingungen so zu gestalten, dass Menschen mit Behinderung und ihre Familien ein möglichst selbstbestimmtes Leben nach ihren eigenen Vorstellungen führen können. Unterschiedliche Lebens- und Familienformen werden gleichermaßen unterstützt. Weitere Themen sind die gesellschaftliche und politische Teilhabe behinderter Menschen, sowie die Unterstützung von Frauen als Eltern behinderter Kinder. Der Verband veröffentlichte mehrere kritische Stellungnahmen zur vorgeburtlichen Diagnostik, zuletzt zur nichtinvasiven Gendiagnostik.

## Struktur
Die Landesverbände koordinieren die Arbeit der Ortsvereine im jeweiligen Bundesland. Sie haben eine Mittlerfunktion zwischen dem Bundesverband und den Ortsvereinen. Sie übernehmen die Interessenvertretung der zusammengeschlossenen Menschen auf der Landesebene.
Die Orts- und Kreisvereine sind eine erste Anlaufstelle und stellen den Kontakt zu Menschen mit Behinderung und anderen Eltern her. Sie verrichten ihre Arbeit in rechtlicher Selbstständigkeit vom Bundesverband. Die rund 280 Orts- und Kreisvereine betreiben in Städten und Gemeinden Frühförder- und Beratungsstellen, familienentlastende Angebote, Schulen, Wohnangebote, Werkstätten.
Die in den Clubs und Gruppen zusammengeschlossenen Menschen mit Behinderung vertreten sich im Verband selbst.
Der Bundesverband wird von einem ehrenamtlichen Vorstand geführt. Die Versammlung der Mitglieder und der Bundesausschuss (Ländervertretung des Bundesverbandes) überwachen die Arbeit und bestimmen die Richtlinien der Verbandsarbeit.

## Magazine
Zu den Aufgaben und Zielen des bvkm gehört die regelmäßige Information und Aufklärung seiner Mitglieder. Wichtige Instrumente für die Kommunikation zwischen dem bvkm, seinen Mitgliedern und den Mitgliedsorganisationen sind:
- die Zeitschrift DAS BAND,
- das Rundschreiben bvkm.aktuell,
- die aus dem Mädchenprojekt hervorgegangene Zeitschrift MiMMi – Mädchen-Mitmachmagazin-Mittendrin und
- die Projektzeitschrift Fritz & Frida.

## Verlag, Publikationen
Der verlag selbstbestimmtes leben ist der Eigenverlag des bvkm. Neben Fachbüchern und Einführungsliteratur z. B. zu den Themenkreisen Cerebrale Bewegungsstörungen, geistige Behinderung, schwere Mehrfachbehinderung gibt der Verlag weit über 80 Fachbücher zu rechtlichen, sozialen, psychologischen und Alltagsthemen für Menschen mit Behinderung in allen Lebensbereichen, für ihre Angehörigen und für Fachkräfte heraus.
Außerdem bietet der Verband Präsentationsmaterial zu Fragen im Zusammenhang von Behinderung und Migration in deutscher, englischer, französischer, russischer und türkischer Sprache an.